# Peter Paško
Peter Paško (* 18. května 1955 Trnava) je slovenský podnikatel, filantrop a spoluzakladatel bezpečnostní společnosti ESET.
Pochází z Trnavy. Vystudoval Stavební fakultu Slovenské technické univerzity v Bratislavě. Posléze se stal spoluautorem původního antivirového kódu NOD32 a podílel se rovněž na vývoji ekonomického softwaru Perspekt. Společně s Miroslavem Trnkou založil v roce antivirovou firmu ESET.
Ve společnosti dříve působil na pozici obchodního ředitele, nyní je předsedou správní rady. Věnuje se filantropii. V historickém centru Bratislavy vybudoval Galerii Nedbalka, která vystavuje slovenská a československá díla moderního umění 20. století. Za svůj podíl na otevření galerie získal Paško v roce 2016 Cenu ministra kultúry Slovenskej republiky.